# Suzano Esporte Clube 2022-2023
Questa voce raccoglie le informazioni riguardanti il Suzano Esporte Clube nella stagione 2022-2023.

## Stagione
Il Suzano Esporte Clube utilizza la denominazione sponsorizzata Suzano Vôlei nella stagione 2022-23.
Partecipa per la prima volta alla Superliga Série A, ottenendo un settimo posto in regular season: si qualifica quindi per i play-off scudetto, dove, ai quarti di finale, elimina l'Índios Guarus, prima di essere estromesso in semifinale dalla corsa per il titolo per mano del Minas; chiude con un quarto posto finale. In Coppa del Brasile supera ai quarti di finale il Sesi, prima di essere eliminato in semifinale dai futuri campioni del Sada, ottenendo anche in questo caso un quarto posto finale.
In ambito locale ottiene un primo posto nella regular season del Campionato Paulista, prima di essere eliminato in semifinale dal BVC, classificandosi al terzo posto.

## Organigramma societario
Area direttiva
- Presidente: Fernando Cordeiro de Oliveira
- Team manager: Ana Paula Ferreira
- Direttore sportivo: Ruslan Olichver

Area tecnica
- Allenatore: Marcos Miranda
- Assistente allenatore: Cássio Pereira, Crystal Santana
- Scoutman: Ubiratan Curupaná

Area sanitaria
- Fisioterapista: Mirena Rocha Gomes

## Rosa
| N° | Nome                | Ruolo | Data di nascita   | Nazionalità sportiva |
| -- | ------------------- | ----- | ----------------- | -------------------- |
| 1  | Angellus da Silva   | O     | 6 settembre 2000  | Brasile              |
| 2  | Kayque de Souza     | S     | 11 aprile 2002    | Brasile              |
| 3  | Gustavo Nogueira    | P     | 15 febbraio 1995  | Brasile              |
| 4  | Bruno Biella        | C     | 18 settembre 1998 | Brasile              |
| 5  | Guilherme Sabino    | O     | 18 marzo 2002     | Brasile              |
| 6  | Nathan Krupp        | S     | 20 novembre 2001  | Brasile              |
| 7  | Hiago Bernardes     | S     | 8 giugno 2001     | Brasile              |
| 8  | Diego dos Santos    | L     | 30 gennaio 1989   | Brasile              |
| 9  | Daniel de Oliveira  | S     | 21 agosto 1997    | Brasile              |
| 10 | Matheus Celestino   | S     | 26 agosto 1998    | Brasile              |
| 11 | Judson da Cunha     | C     | 5 dicembre 1998   | Brasile              |
| 12 | Luis da Silva       | P     | 3 agosto 1998     | Brasile              |
| 13 | Taichi Hangai       | L     | 28 agosto 1998    | Brasile              |
| 14 | Alberto Mendes      | L     | 6 giugno 1981     | Brasile              |
| 15 | Riad Garcia         | C     | 2 ottobre 1981    | Brasile              |
| 16 | José Anselmo        | P     | 27 maggio 2002    | Brasile              |
| 17 | Ralwan de Castro    | O     | 4 gennaio 2003    | Brasile              |
| 18 | Jonadabe dos Santos | O     | 27 settembre 1986 | Brasile              |
| 19 | Henrique Guedes     | C     | 9 febbraio 2002   | Brasile              |

## Statistiche

### Statistiche di squadra
| Competizione      | Punti | In casa | In casa | In casa | In trasferta | In trasferta | In trasferta | Totale | Totale | Totale |
| Competizione      | Punti | G       | V       | P       | G            | V            | P            | G      | V      | P      |
| ----------------- | ----- | ------- | ------- | ------- | ------------ | ------------ | ------------ | ------ | ------ | ------ |
| Superliga Série A | 33    | 13      | 8       | 5       | 13           | 6            | 7            | 26     | 14     | 12     |
| Coppa del Brasile | -     | 0       | 0       | 0       | 1            | 1            | 0            | 2      | 1      | 1      |
| Totale            | -     | 13      | 8       | 5       | 14           | 7            | 7            | 28     | 15     | 13     |

### Statistiche dei giocatori
| Giocatore      | Superliga Série A | Superliga Série A | Superliga Série A | Superliga Série A | Superliga Série A |
| Giocatore      | P                 | PT                | AV                | MV                | BV                |
| -------------- | ----------------- | ----------------- | ----------------- | ----------------- | ----------------- |
| J. Anselmo     | 0                 | 0                 | 0                 | 0                 | 0                 |
| H. Bernardes   | 13                | 6                 | 4                 | 1                 | 1                 |
| B. Biella      | 20                | 79                | 56                | 17                | 6                 |
| M. Celestino   | 26                | 268               | 225               | 27                | 16                |
| J. da Cunha    | 25                | 279               | 187               | 76                | 16                |
| A. da Silva    | 21                | 81                | 71                | 8                 | 2                 |
| L. da Silva    | 26                | 22                | 9                 | 11                | 2                 |
| R. de Castro   | 0                 | 0                 | 0                 | 0                 | 0                 |
| D. de Oliveira | 26                | 442               | 387               | 40                | 15                |
| K. de Souza    | 0                 | 0                 | 0                 | 0                 | 0                 |
| D. dos Santos  | 25                | 0                 | 0                 | 0                 | 0                 |
| J. dos Santos  | 26                | 161               | 150               | 8                 | 3                 |
| R. Garcia      | 16                | 65                | 36                | 24                | 5                 |
| H. Guedes      | 0                 | 0                 | 0                 | 0                 | 0                 |
| T. Hangai      | 14                | 0                 | 0                 | 0                 | 0                 |
| N. Krupp       | 6                 | 1                 | 1                 | 0                 | 0                 |
| A. Mendes      | 7                 | 30                | 17                | 13                | 0                 |
| G. Nogueira    | 26                | 18                | 6                 | 6                 | 6                 |
| G. Sabino      | 17                | 189               | 169               | 18                | 2                 |

P = presenze; PT = punti totali; AV = attacchi vincenti; MV = muri vincenti; BV = battute vincenti

NB: Non sono disponibili i dati relativi alla Coppa del Brasile e, di conseguenza, quelli totali.